# Pterodontia smithi
Pterodontia smithi är en tvåvingeart som beskrevs av Johnson 1898. Pterodontia smithi ingår i släktet Pterodontia och familjen kulflugor. Inga underarter finns listade i Catalogue of Life.